# Djoumoichongo (Itsandra-Hamanvou)
Ne pas confondre avec Djoumoichongo, une localité de la Préfecture de Hambou aux Comores.
Djoumoichongo est une commune de l'Union des Comores située dans l'ile de la Grande Comore, dans la Préfecture d'Itsandra-Hamanvou. La commune comprend les localités suivantes :
- Dzahani II
- Bahani
- Sima Itsandra
- Ouellah
- Samba Nkouni.